# تهاجم ایتالیا به مصر
یورش ایتالیا به مصر که در زبان ایتالیایی اصطلاحاً به آن Operazione E گفته می‌شود، یک یورش در جریان جنگ جهانی دوم علیه نیروهای بریتانیا، اتحادیه کشورهای مشترک‌المنافع و فرانسه آزاد در مصر بود. هدف ایتالیایی‌ها از آغاز این نبرد، گرفتن کانال سوئز و پیشروی در ساحل‌های مصر از راه لیبی ایتالیا بود. پس از چندین بار تأخیر این نبرد به پیشروی تا سیدی برانی و حمله به نیروهای بریتانیا پیش رفت.
ارتش ایتالیا نزدیک به ۱۰۵ کیلومتر در خاک مصر پیشروی کرد اما تنها با نیروهای دیده‌بان بریتانیایی روبرو شد و نه با نیروهای اصلی ساکن در مرسی مطروح. در ۱۶ سپتامبر ۱۹۴۰، نیروهای ایتالیا حالت دفاعی به خود گرفتند تا یک کمپ ایجاد کنند و همزمان منتظر بودند تا مهندسان راه پیروزی (Via della Vittoria) را در امتداد ساحل بسازند.

## پاسخ
در ۸ دسامبر نیروهای ایتالیایی آماده بودند که پیشروی خود به سوی مرسی مطروح را ادامه دهند که نیروهای بریتانیایی عملیات قطب‌نما را صورت دادند و با پنج روز حملهٔ پیاپی به نیروهای ایتالیایی آسبب زدند آن دسته از نیروهایی که باقی ماندند نیز به سرعت عقب‌نشینی کردند. نیروهای بریتانیا، نیروهای ایتالیا را در امتداد ساحل در السلوم، بردیه، طبرق، درنه، مخیلی و عقیله در خلیج سیدرا دنبال کردند. در این عملیات بریتانیا، ۱۹۰۰ تن ازدست داد و در مقابل توانست ۱۳۳٬۲۹۸ تَن را از ایتالیا و لیبی زندانی کند و ۴۲۰ تانک و بیش از ۸۴۵ اسلحه و تعدادی هواگرد را از آنِ خود کند. بریتانیا نمی‌توانست نبرد را تا بیش از عقیله پیش برد چون تجهیزاتش دچار فرسایش شده بودند و بخشی از نیروهای اصلی خود را باید برای نبرد یونان می‌فرستاد.

## تلفات
آمارهای متفاوتی از هزینه‌های انسانی این نبرد اعلام شده‌است برای نمونه در ۱۹۷۱ کنث مکزی نوشته‌است که ارتش ایتالیا ۱۲۰ کشته و ۴۱۰ زخمی داد و ارتش بریتانیا ۴۰ کشته داد و مقداری کمی از تجهیزاتش آسیب دید. اما در ۱۹۹۳ هارولد راف نوشته‌است که نزدیک به ۲۰۰۰ تن ایتالیایی آسیب دیدند (کشته و زخمی) در حالی که کمتر از ۵۰ بریتانیایی آسیب دیدند. جورجیو بوچا در ۱۹۹۷ نوشته‌است که نیروهای صحرایی غربی نزدیک به ۴۰ تن کشته دادند و ده تانک، یازده ماشین زرهی و چهار کامیون را از دست دادند.